# Paule
Paule är en kommun i departementet Côtes-d'Armor i regionen Bretagne i nordvästra Frankrike. Kommunen ligger i kantonen Maël-Carhaix som tillhör arrondissementet Guingamp. År 2022 hade Paule 674 invånare.

## Befolkningsutveckling
Antalet invånare i kommunen Paule
Referens:INSEE